# Diepwaterplatkopvissen
Bembridae (Diepwaterplatkopvissen) zijn een familie van straalvinnige vissen uit de orde van Schorpioenvisachtigen (Scorpaeniformes).

## Geslachten
- Bembradium C. H. Gilbert, 1905
- Bembras G. Cuvier, 1829
- Brachybembras Fowler, 1938